# Sagan om ringen
Sagan om ringen (Zweeds voor In de ban van de ring) is het debuutalbum en een conceptalbum van Isildurs Bane. De eerste versie uit 1981 werd opgenomen in de Studio 38 in Zweden. Mede gezien de teruggang in de populariteit van de progressieve rock kwam de band niet verder dan een uitgave op muziekcassette. In 1988 kwam er een nieuwe uitgave, nu op elpee. Daarbij waren sommige tracks opnieuw geschreven/opgenomen in de Studio Bäst (alles behalve 1, 2, 4 en 5). Een uitgave op compact disc liet op zich wachten tot 1992, waarbij het gecombineerd werd met het volgende album.
De muziek is grotendeels instrumentaal en gebaseerd op In de ban van de ring van J.R.R. Tolkien, waar ook de bandnaam op terugvoert. Door het veelvuldig gebruik van de dwarsfluit werd het wel vergeleken met werk van Camel en Genesis uit de Peter Gabrielperiode.  

## Musici
- Fredrik Janáček – basgitaar (tracks 3, 6, 11)
- Ingvar Johansson – basgitaar (overige tracks)
- Bengt Johansson – percussie (8)
- Mats Johansson – toetsinstrumenten en zang
- Mats Nilson – gitaar en zang
- Jan Severinsson – dwarsfluit, toetsinstrumenten en vibrafoon/marimba
- Kjell Severinsson – drumstel, percussie, en zang
- Johan Holmber – koekoeksgeluiden

## Muziek
| Nr. | Titel                                             | Duur |
| --- | ------------------------------------------------- | ---- |
| 1.  | Overtyr (Mats Johansson)                          | 2:40 |
| 2.  | Vandring (Mats Johansson)                         | 5:00 |
| 3.  | Gamla skogen (Mats Johansson)                     | 3:40 |
| 4.  | Tom Bombadill (Mats Johansson)                    | 4:23 |
| 5.  | Vidstige (Mats Johansson)                         | 3:03 |
| 6.  | De svarte ryttarna (Mats Johansson, Mats Nilsson) | 3:20 |
| 7.  | Vattnadal (Mats Johansson)                        | 1:25 |
| 8.  | Moria (Bengt Johansson, Kjell Severinsson)        | 1:55 |
| 9.  | Sällskapets uplösning (Mats Nilsson)              | 4:00 |
| 10. | Ringarnas härskare I (Mats Johansson)             | 2:35 |
| 11. | Ringarnas härskare II (Mats Johansson)            | 1:50 |